# José Antonio Gregorio Eustaquio de Otálora y del Ribero
José Antonio Gregorio Eustaquio de Otálora y del Ribero fue un militar e importante hacendado de la provincia de Buenos Aires en los primeros años de las Provincias Unidas del Río de la Plata.

## Biografía
José Antonio Gregorio Eustaquio de Otálora y del Ribero nació en Buenos Aires, Gobernación del Río de la Plata (Argentina), hijo del coronel José Antonio Gregorio de Otálora, regidor del Cabildo de Buenos Aires y uno de los más ricos comerciantes del territorio, y de Josefa del Ribero y Cossio.
Fue bautizado el 21 de septiembre de 1767. Efectuó sus primeros estudios en el Real Colegio de San Carlos. 
Tras la Revolución de Mayo adhirió al movimiento patriota y el 12 de junio de 1811 fue nombrado capitán del Regimiento de Granaderos de Fernando VII.
A la muerte de su hermano Felipe en 1818 se ocupó de la administración de los campos de su padre, especialmente la estancia Rincón de las Palmas, antigua reducción y estancia jesuítica adquirida por su padre tras la expulsión de la Orden.
Casó con su prima segunda Josefa Leonarda de Aoiz y Larrazábal, hija del general Tomás de Aoiz y Larrazábal y de Teresa Martínez de Arce y Herrera.